# 이계봉
이계봉(李繼捧, ? ~ 1004년)은 북송 초기 당항족의 수령이자 마지막 정난군(定難軍, 본부는 지금의 섬서성 유림시에 있었다) 절도사로 이광예의 아들이다.

## 생애
태평흥국 5년(980년), 이계봉의 형인 정난군 절도사 이계균이 사망하였다. 이계봉은 그 뒤를 이어 자립하고, 유후(留後)가 되었다. 송 태종은 그를 정난군 절도사에 제수하였다.
그러나 2년 만인 태평흥국 7년(982년), 이계봉은 자신이 나이가 적고 경험이 부족함을 이유로 당항족이 통치에 불복하자, 북송의 수도인 동경 개봉부로 자발적으로 가서 송 태종을 알현하고, 정난군 절도사의 지위와 세습 할거를 포기하였다. 이에 송 태종은 크게 기뻐하며 이계봉을 창덕군(彰德軍, 본부는 지금의 하남성 안양시에 있었다) 절도사에 제수하고, 그에게 후한 포상을 내렸다. 
그 후, 태평흥국 8년(983년), 이계봉의 족제(族弟)인 이계천이 송나라에 반기를 들고 요나라에 귀순하자 송태종은 조보의 계책을 써서 이계봉을 다시 정난군 절도사로 임명하고 조보충(趙保忠)이란 이름을 하사하였다. 이후, 이계봉이 이계천과 비밀리에 내통했다는 혐의가 제기되자, 송 태종은 그를 면직시켰다. 그리고 그를 유죄후(宥罪侯)에 봉하고 경사(京師)에 저택을 하사하였다. 이후, 이계봉은 우금오위(右金吾衛) 상장군, 판(判)악주(岳州, 지금의 호남성 악양시)로 전임되었다가, 판복주(復州, 지금의 호북성 천문시)로 이임되었다.
경덕 원년(1004년), 송 진종은 이계봉을 영주(永州, 지금의 호남성 영주시)별가에 제수하고, 감군(監軍)에게 조서를 내려 그를 감시하게 하였다. 그러나 그는 곧 사망하였다. 사후 위새군(威塞軍, 본부는 지금의 하북성 장가구시에 있었다) 절도사에 추증되었다.

## 둘러보기
| 전임 이계균 | 정난군(定難軍) 절도사 980년 ~ 982년 | 후임 없음 (번진 해체 및 명예직화) |